# Odostomia aequisculpta
Odostomia aequisculpta är en snäckart som beskrevs av Carpenter 1864. Odostomia aequisculpta ingår i släktet Odostomia och familjen Pyramidellidae. Inga underarter finns listade i Catalogue of Life.